# 우즈베키스탄의 재외공관 목록

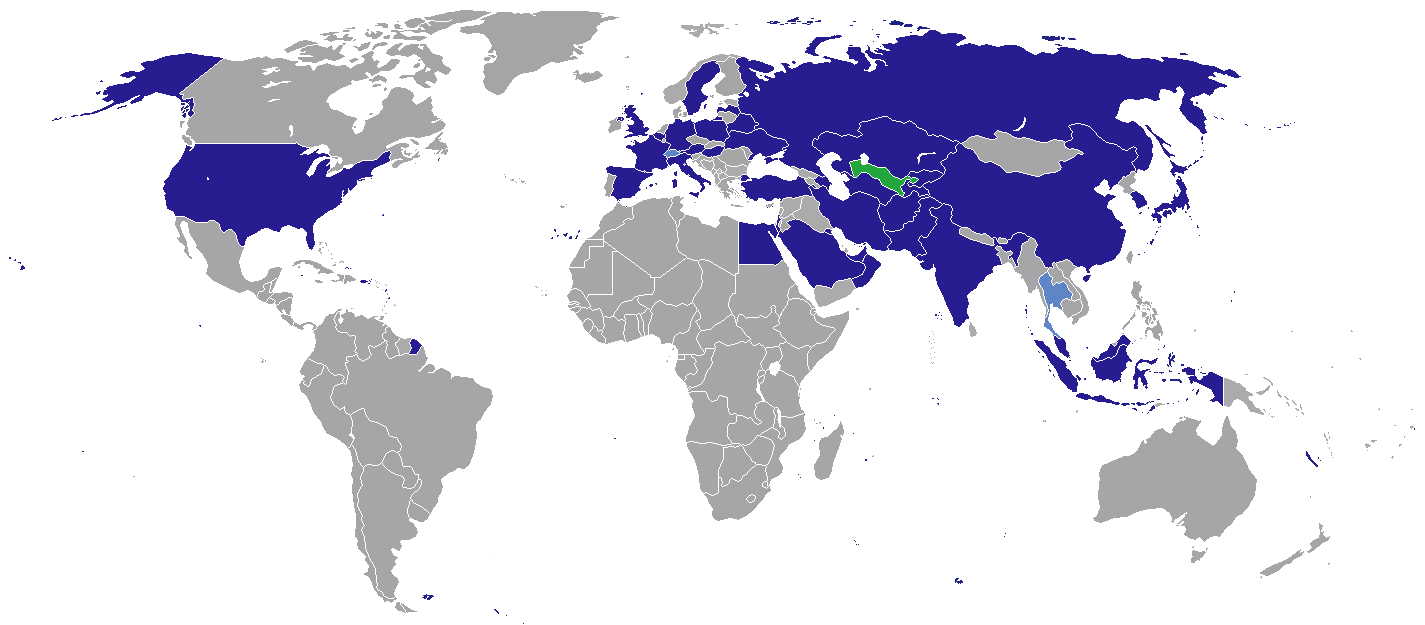
우즈베키스탄의 재외공관

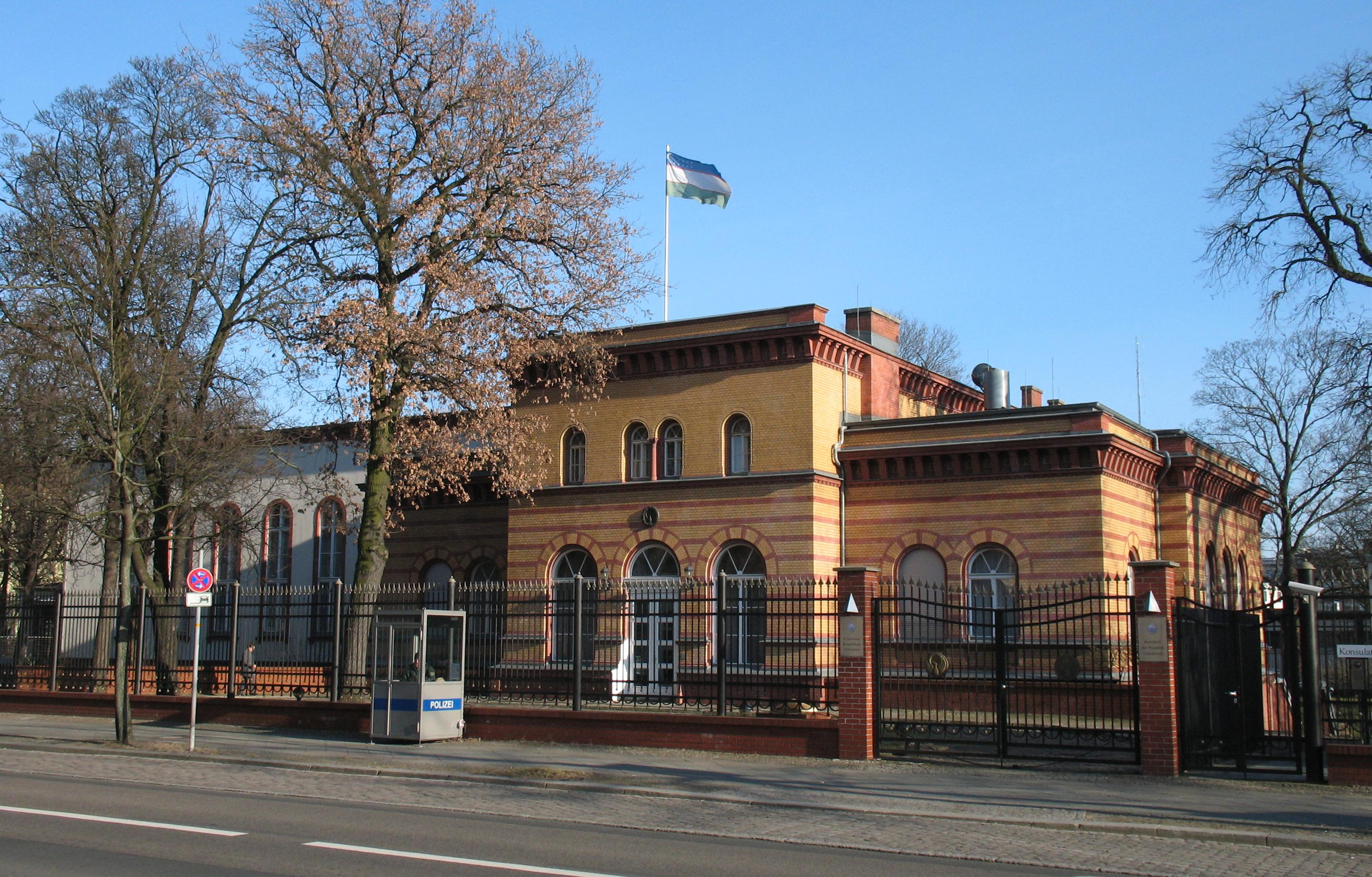
베를린 주재 우즈베키스탄 대사관

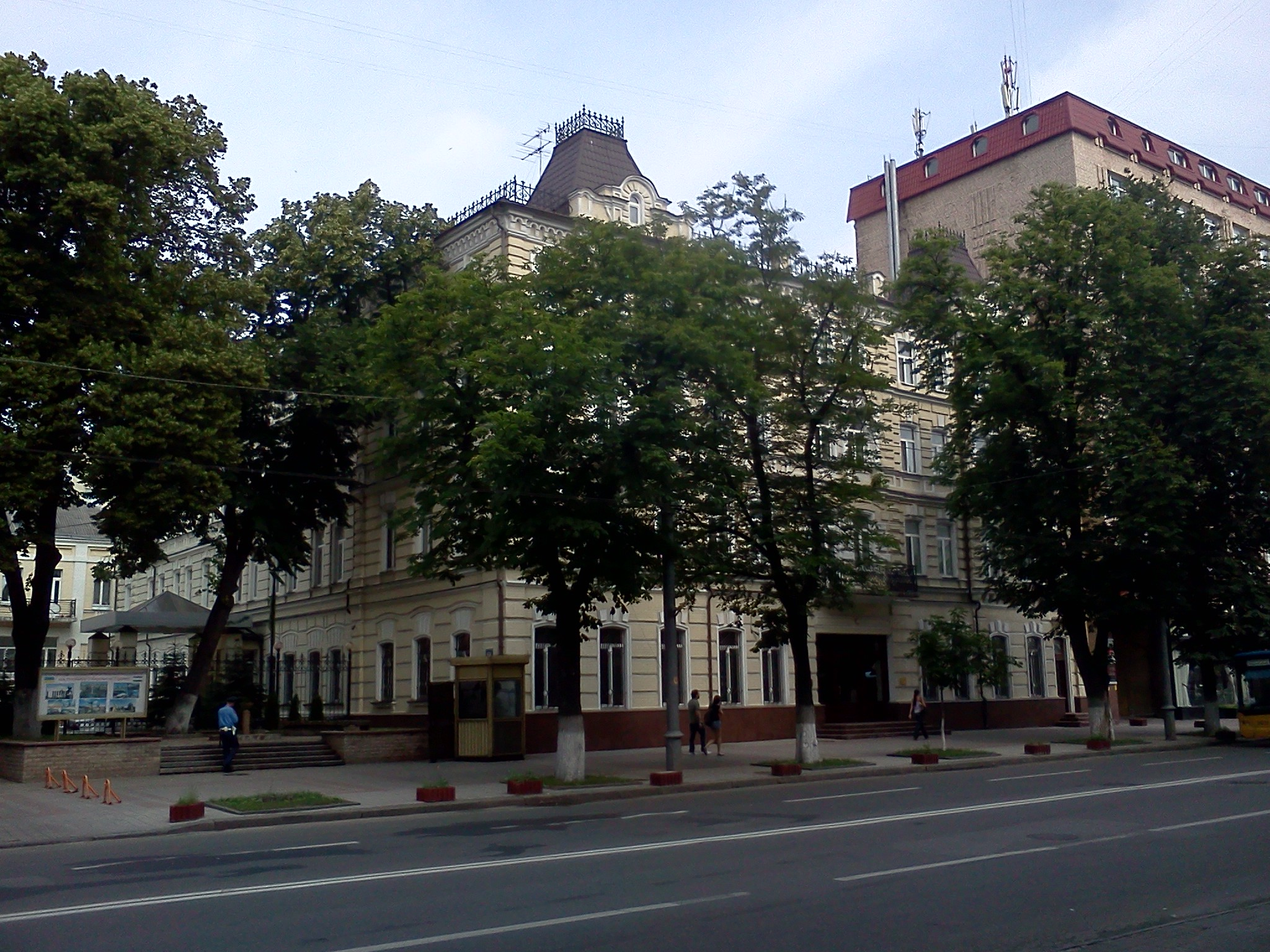
키이우 주재 우즈베키스탄 대사관

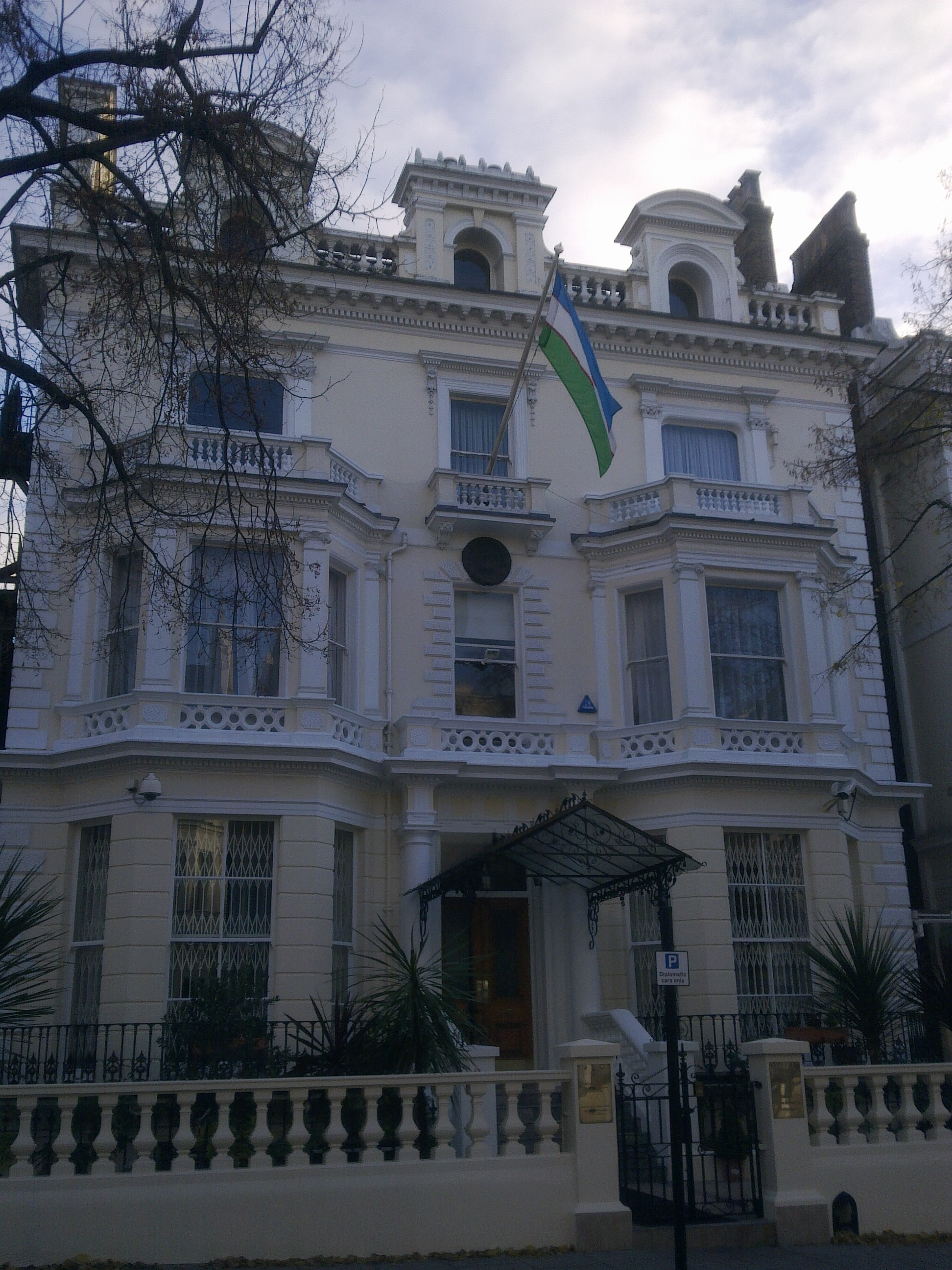
런던 주재 우즈베키스탄 대사관

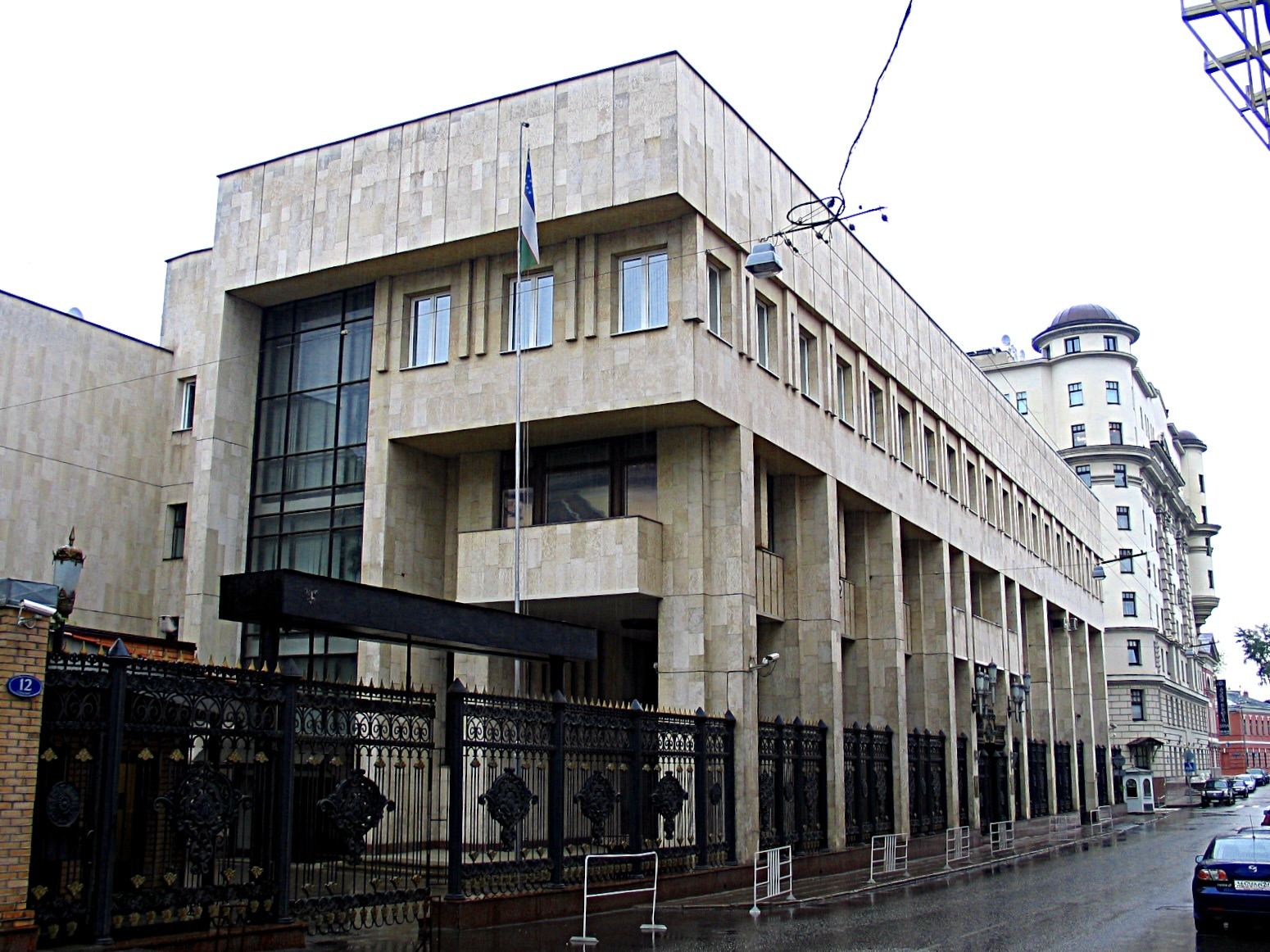
모스크바 주재 우즈베키스탄 대사관

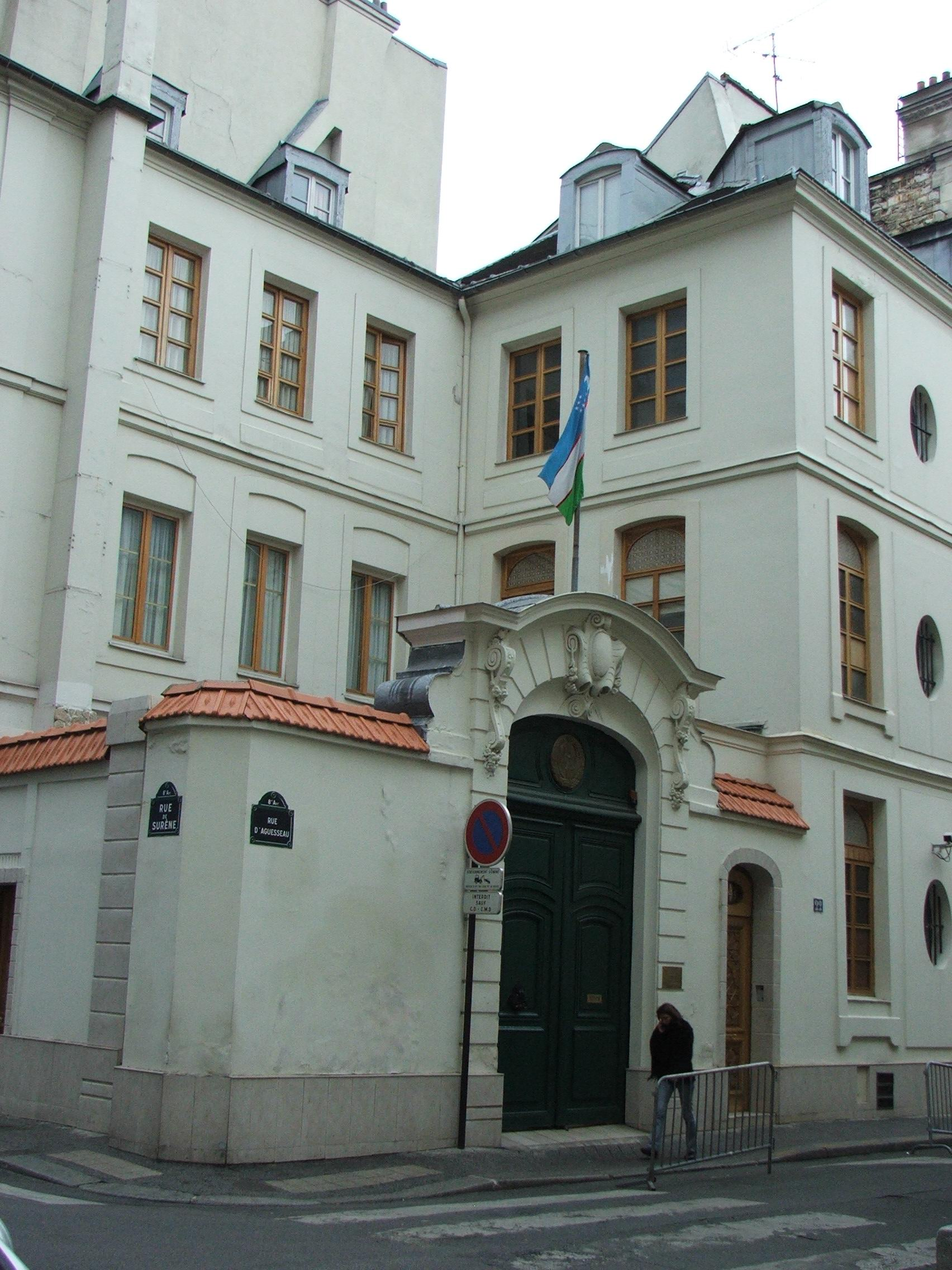
파리 주재 우즈베키스탄 대사관

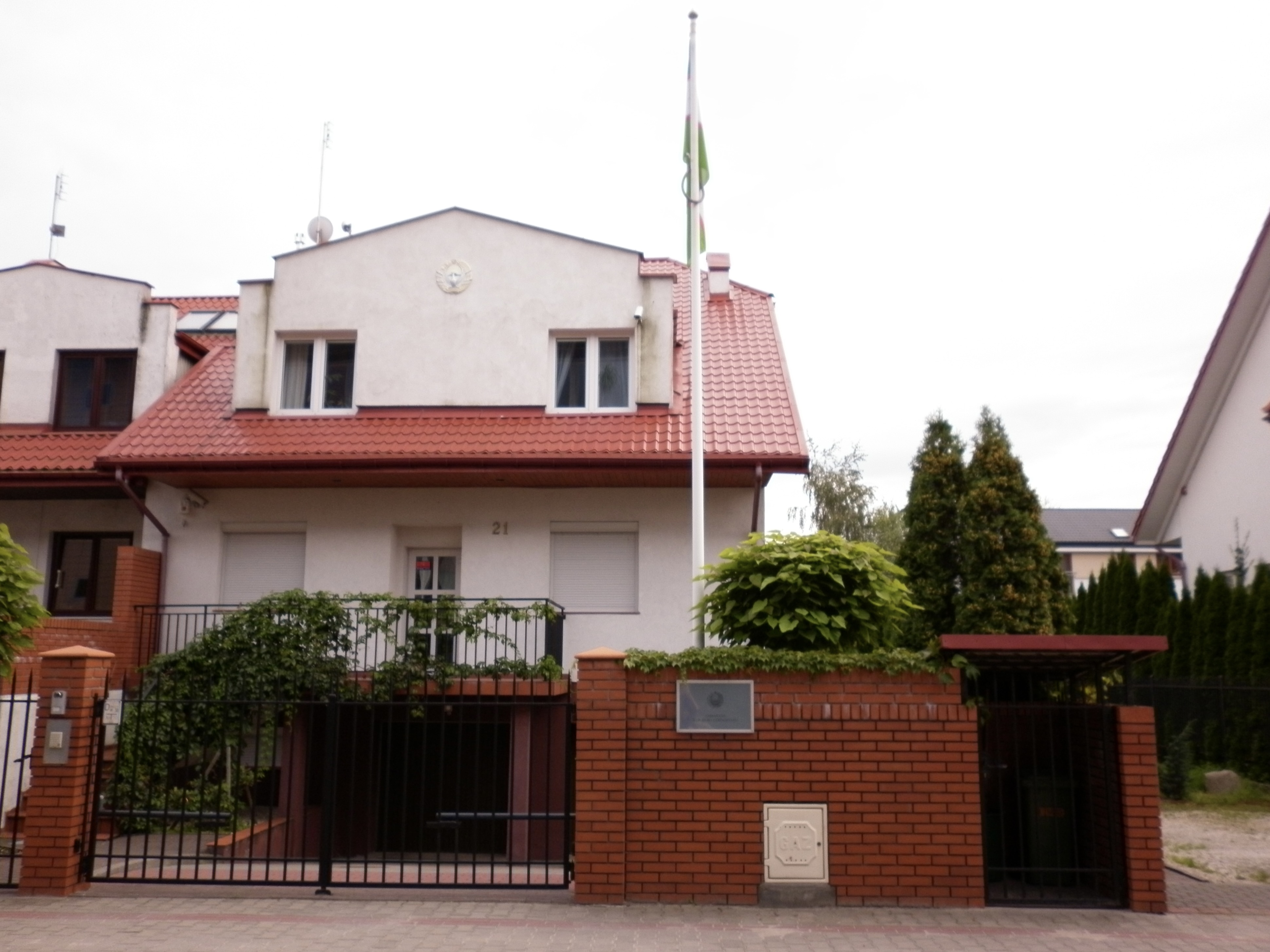
바르샤바 주재 우즈베키스탄 대사관

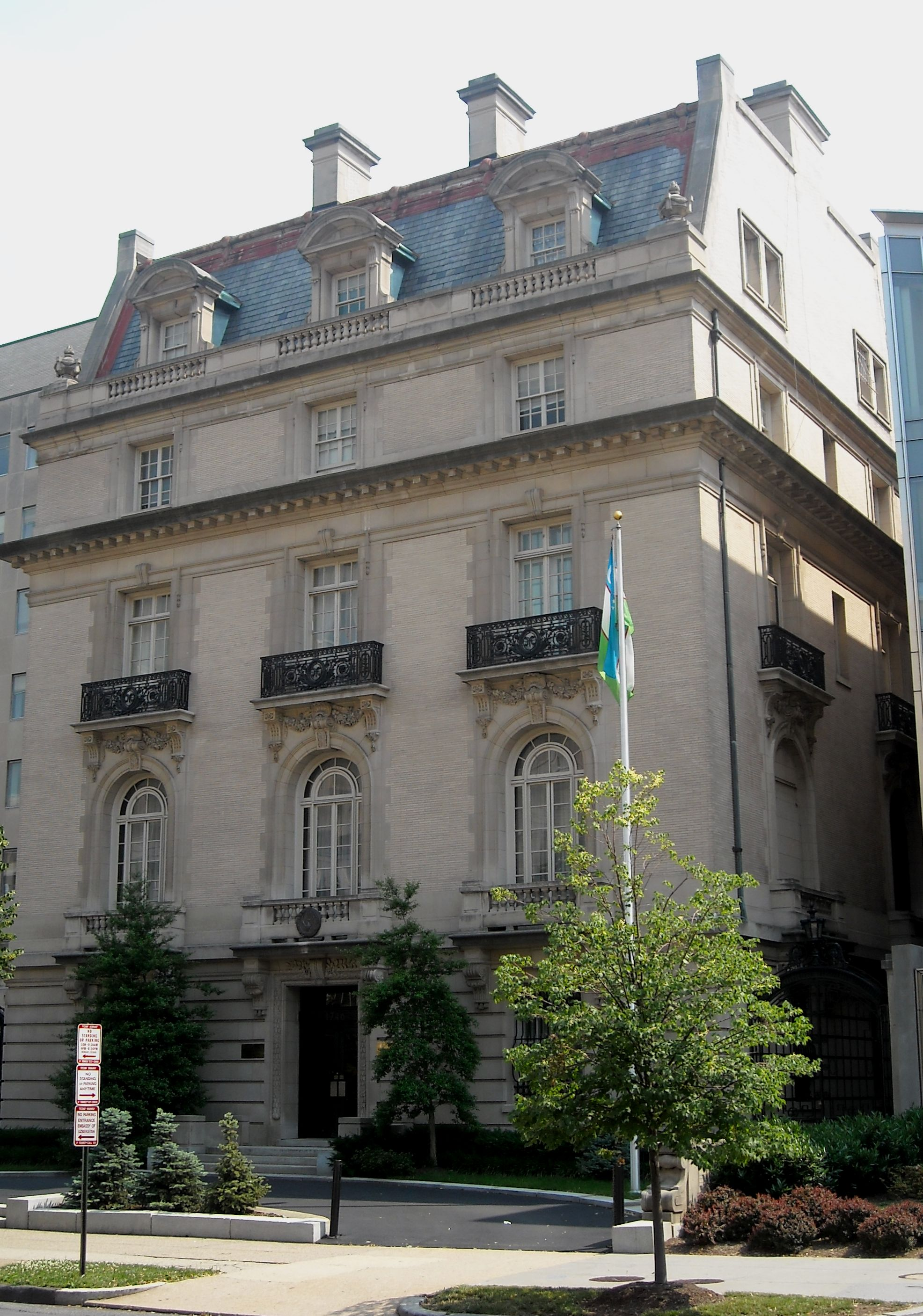
워싱턴 D.C. 주재 우즈베키스탄 대사관

우즈베키스탄의 재외공관 목록은 우즈베키스탄 주재 대사관을 각국에 상주시켜 놓는 것을 의미하며 우즈베키스탄의 재외공관을 나열한 목록이다.

## 아프리카
- 이집트 : 카이로 (대사관)

## 아메리카
- 미국 : 워싱턴 D.C. (대사관), 뉴욕 (총영사관)

## 아시아
- 아프가니스탄 : 카불 (대사관), 마자르이샤리프 (영사관)
- 아제르바이잔 : 바쿠 (대사관)
- 중화인민공화국 : 베이징시 (대사관), 상하이시 (총영사관)
- 인도 : 뉴델리 (대사관)
- 인도네시아 : 자카르타 (대사관)
- 이란 : 테헤란 (대사관)
- 이스라엘 : 텔아비브 (대사관)
- 일본 : 도쿄도 (대사관)
- 카자흐스탄 : 아스타나 (대사관)
- 대한민국 : 서울특별시 (대사관)
- 쿠웨이트 : 쿠웨이트시티 (대사관)
- 키르기스스탄 : 비슈케크 (대사관)
- 말레이시아 : 쿠알라룸푸르 (대사관)
- 파키스탄 : 이슬라마바드 (대사관)
- 사우디아라비아 : 리야드 (대사관), 지다 (총영사관)
- 싱가포르 : 싱가포르 (대사관)
- 타지키스탄 : 두샨베 (대사관)
- 튀르키예 : 앙카라 (대사관), 이스탄불 (총영사관)
- 투르크메니스탄 : 아시가바트 (대사관)
- 아랍에미리트 : 아부다비 (대사관), 두바이 (총영사관)

## 유럽
- 오스트리아 : 빈 (대사관)
- 벨기에 : 브뤼셀 (대사관)
- 프랑스 : 파리 (대사관)
- 독일 : 베를린 (대사관), 프랑크푸르트암마인 (총영사관)
- 그리스 : 아테네 (총영사관)
- 이탈리아 : 로마 (대사관)
- 라트비아 : 리가 (대사관)
- 폴란드 : 바르샤바 (대사관)
- 러시아 : 모스크바 (대사관), 노보시비르스크 (총영사관)
- 스페인 : 마드리드 (대사관)
- 우크라이나 : 키이우 (대사관)
- 영국 : 런던 (대사관)

## 대표부
- UN 우즈베키스탄 정부 대표부 : 제네바, 뉴욕

## 같이 보기
- 우즈베키스탄 주재 외국공관 목록